# Locul fosilifer Aliman
Locul fosilifer Aliman (monument al naturii) este o arie protejată de interes național ce corespunde categoriei a III-a IUCN (rezervație naturală de tip paleontologic), situată în județul Constanța, pe teritoriul administrativ al comunei Aliman.

## Localizare
Aria naturală se află în Podișul Medgidiei, în extremitatea vestică a județului Constanța, pe teritoriul sud-estic al satului Aliman, în sudul Lacului Vederosa.

## Descriere
Rezervația naturală a fost declarată arie protejată prin Legea Nr.5 din 6 martie 2000, publicată în Monitorul Oficial al României, Nr.152 din 12 aprilie 2000 (privind aprobarea Planului de amenajare a teritoriului național Secțiunea a III-a - zone protejate) și se întinde pe o suprafață de 15 hectare.
Aria naturală reprezintă un afloriment (abrupt descoperit), unde, în mai multe nivele litologice (strate cu conglomerate de calcare) se află importante depozite de faună fosiliferă marină atribuită cretacicului inferior. 